# Périanthe
Le périanthe (du grec ancien περί / perí, « autour », et ἄνθος / ánthos, « fleur ») est l'ensemble des enveloppes qui assurent la protection des organes reproducteurs de la fleur (étamines et pistil) ; il comprend le calice composé de sépales et qui assure une fonction de protection et accessoirement une fonction chlorophyllienne, puis la corolle composée de pétales (lames minces et colorées) pouvant attirer des animaux pollinisateurs. 

## Différents types de périanthes ou enveloppes florales
Il existe quatre types de périanthes ou enveloppes florales différents :
- Hétérochlamyde : pétales et sépales sont bien distingués et séparés (surtout lors de l'éclosion), les pétales lors de la floraison sont souvent plus développés et colorés que les sépales qui restent plus embryonnaires et gardent leur fonction chlorophyllienne lors de l'éclosion,
- Homochlamyde (ou homoïochlamyde)  : tépales (pétales et sépales sont de même apparence, ils sont rapprochés sur la même base, même si souvent les premiers sont complètement enchâssés dans les seconds et forment deux enveloppes avant l'éclosion, moins évidente après l'éclosion où ils forment une unique couronne : par exemple pour la tulipe) ; dans ce cas, on parle de « périgone »,
- Haplochlamyde (ou monochlamyde) : les sépales seuls forment une unique enveloppe avant comme après l'éclosion (plante apétale, l'apétalie pouvant être originelle chez les espèces ancestrales ou très souvent secondaire chez les espèces descendantes[1] ; les sépales peuvent aussi ressembler à des pétales),
- Achlamyde : le périanthe est totalement absent, le gynécée central plus robuste est cerné par les étamines (souvent non protégées pour être facilement dispersées par le vent juste avant la maturation complète du pistil).

Hétérochlamyde
Homochlamyde
Haplochlamyde
Achlamyde